# Simon the Sorcerer (serie)
Simon the Sorcerer (Simon el hechicero, aunque nunca fue traducido) es una saga de aventuras gráficas de la compañía Adventure Soft. La saga sigue las aventuras de un antihéroe del mismo nombre. Se trata de una comedia en un mundo de fantasía.
Las dos primeras partes de la saga son, a menudo, comparadas con Monkey Island por su parecido tanto en el estilo como en el tipo de humor y con el juego Mundodisco, basado en las novelas de Terry Pratchett.
Como en todos los juegos del género, Simon deberá resolver diversos puzles que le hagan progresar en el argumento, con un sistema que inicialmente fue point and click, estilo que perdió popularidad con el paso a las aventuras gráficas en 3D.
Las referencias a novelas de aventuras y fantasía son constantes en la saga; El Señor de los Anillos, Las crónicas de Narnia o a los cuentos de los hermanos Grimm.

## Sobre Simon
Simon the Sorcerer es un mago adolescente, vestido con una túnica y un sombrero puntiagudo —de color morado en el primer juego y rojo en el segundo y el tercer juego de la saga— que viaja a una dimensión paralela, donde abundan elfos, orcos y magos. Debe usar su lógica y sus básicas habilidades mágicas para resolver puzles y así poder progresar en la trama de los diferentes juegos. Su actitud desinteresada hacia los acontecimientos que se van sucediendo y su particular habilidad de empeorar las cosas a medida que salen palabras de su boca lo lleva a situaciones bastante dispares y divertidas.

## Simon the Sorcerer
Simon the Sorcerer fue publicado por Adventure Soft en 1993 y distribuido en España por Erbe con subtítulos en castellano y (en su versión CD-ROM) voces en inglés (acento y humor británico). Se trata de una aventura gráfica en 2D al estilo point-and-click.
La historia comienza con Simon, un preadolescente normal que escucha música mientras lee unas revistas en su habitación. Su nuevo perro "Chippy", que fue un regalo de su reciente cumpleaños, descubre un baúl en el desván de su casa con un libro de hechizos. Simon va a echar un vistazo pero tira el libro al suelo mostrando un nulo interés en su contenido. Entonces del libro sale un impresionante haz de luz. El perro pasa a través de él y Simon lo sigue.
Tras atravesarlo, Simon se encuentra en otro mundo. Tras escapar de unos troles, descubre que ha sido llamado para rescatar al mago Calypso de las garras del maligno hechicero Sórdido.
El juego incluye numerosas parodias de varios cuentos populares y cuentos de hadas, incluyendo a Rapunzel, El Señor de los Anillos, Las habichuelas mágicas y Las tres cabras macho Gruff.

## Simon the Sorcerer 2: El león, el mago y el armario
Simon the Sorcerer 2 (también conocido como Simon the Sorcerer 2: El león, el mago y el armario) fue publicado por Adventure Soft en 1995 y distribuido en España por Erbe con subtítulos y (en su versión CD-ROM) voces en castellano. Como su predecesor, se trata de una aventura gráfica en 2D al estilo point-and-click.
En esta ocasión, Sórdido vuelve a la vida como un espíritu que consigue volver al mundo de los vivos cuando el padre de un aldeano aprendiz de brujo, Runt, quema su libro de magia y lo tira al centro de un pentagrama en el suelo. Para poder vengarse de Simon, Sórdido envía un armario mágico directamente a su casa que debería enviarlo directamente a la fortaleza infernal del mismísimo Sórdido. Por un error, el armario lo lleva enfrente de la tienda de magia de Calypso. Juntos descubren que, para poder volver a casa, Simon necesita encontrar un combustible extremadamente potente denominado blandimoco. Por supuesto, nada es tan sencillo como parece, y los acontecimientos complican la trama a medida que avanza el juego.
El humor en esta aventura es bastante más ácido y adolescente, con bastantes alusiones sexuales, y con un Simon mucho más grosero, insultante, y sobre todo divertido.

## Simon the Sorcerer 3D
Simon the Sorcerer 3D fue publicado por Adventure Soft en 2001 y jamás fue distribuido en España, ni fue traducido al castellano. Rompiendo con la tradición, no se trata de una aventura en 2D al estilo point-and-click, sino en 3D controlada con el teclado.
En esta ocasión, la trama sigue el controvertido final de Simon The Sorcerer 2. Simon recibe la ayuda de los amigos de Calypso, y deberemos encontrar el modo de llegar a la ciudad para encontrarnos con el viejo hechicero, que tiene una cosa muy importante que contarnos. Algo que, por supuesto, desarrollará una trama compleja a medida que se suceden los acontecimientos.
El humor ha sido tildado por muchos como el más irreverente y ácido de toda la saga, con constantes vejaciones, contestaciones, insultos e incluso autocrítica al sector de los videojuegos, a la saga misma y a Hasbro, su distribuidora en los Estados Unidos.
Nota: El éxito y la popularidad de Simon perdurando en el tiempo no se debe a los gráficos (en si simples aun para su época) si no justamente al humor inglés, británico, que hace tan popular series televisivas de ese país.
Esta aventura recibió críticas bastante negativas, ya que tuvo bastantes problemas para encontrar distribuidora y sus gráficos resultaron algo anticuados para la mayoría de jugadores cuando, finalmente, consiguió una distribución. Además, tenía numerosas incompatibilidades y fallos de carácter técnico que podían llegar a hacer la experiencia bastante frustrante, sobre todo para aquellos poseedores de una tarjeta de vídeo ATI.

## Simon The Sorcerer 4: Chaos Happens
Tras varios años de ausencia, la compañía de software alemana Silver Style Entertainment retomó la saga tras la no muy lograda tercera parte. El juego se lanzó en Alemania en febrero de 2007 y en España en abril de 2008, distribuido por Virgin Play. 
El argumento de esta entrega, titulada Chaos Happens, comienza con Simon en su casa en el mundo real. Tras una discusión con su hermano, el mago contempla una aparición de Alyx, la nieta de Calypso, que le pide que vaya al mundo mágico pues éste se encuentra otra vez en peligro. Una vez allí, al reunirse de nuevo con Alyx descubre que ella no le ha pedido ayuda y al mismo tiempo le devuelve un anillo de compromiso, dejando al pobre Simon estupefacto pues él nunca le había pedido el matrimonio, y empezando a sospechar que existe un falso Simon que ha estado haciéndose pasar por él en su ausencia. A partir de ahí tendrá que relacionarse de nuevo con los estrambóticos y fabulosos personajes del mundo mágico, y otra vez con muchos de los que ya aparecieron en anteriores entregas, como la ya mencionada Alyx, Calypso, Swampling (que en el juego se tradujo como Cenagoso), Ricitos de Oro y muchos más.
El juego retornó al clásico sistema point-and-click típico de las aventuras gráficas, con preciosos y detallados escenarios renderizados y personajes muy cuidados, con mucha atención en el apartado visual. Simon tiene el mismo humor ácido que en las anteriores partes, esta vez traducido y doblado completamente al español. Un problema relacionado con esto último es que no se tradujeron todas las líneas de texto que se hablan en el juego, así que en muchas ocasiones se puede ver a Simon o a otros personajes moviendo la boca sin emitir sonido alguno.

## Simon the Sorcerer 5
La salida de la quinta parte de la saga se espera para marzo de 2009 en Alemania, otra vez realizada por el estudio berlinés Silver Style Entertainment, ahora integrado dentro de la compañía The Games Company.
The Games Company hoy ha desaparecido, cayó rápidamente en bancarrota. Muchos críticos coinciden que la versión en inglés con acento americano no tenía el humor y el carisma irreverente de las versiones británicas que popularizaron la saga.
En esta entrega Simon viajará al futuro y tendrá que enfrentarse a una amenaza alienígena, teniendo además que recuperar la memoria que ha perdido en el viaje.